# Ecyrus hirtipes
Ecyrus hirtipes là một loài bọ cánh cứng trong họ Cerambycidae.